# Theta Ceti
Désignations
Theta Ceti (θ Cet / θ Cet) est une étoile de type spectral K0. C'est une étoile de magnitude 4 située dans la constellation de la Baleine.
Theta Ceti est une géante orange située à environ 115 années-lumière de la Terre.